# Język yap
Język yap – język austronezyjski z grupy języków oceanicznych, używany przez mieszkańców wyspy Yap w archipelagu Karolinów w Mikronezji.
Jest silnie odrębny od pozostałych przedstawicieli rodziny oceanicznej, tworząc samodzielną jej gąłąź.